# ماريو أوستن
ماريو أوستن (بالإنجليزية: Mario Austin)‏ مواليد 26 فبراير 1982 في ليفينغستن، هو لاعب كرة سلة أمريكي معتزل. بدأ مسيرته الاحترافية في سنة 2003. تم اختياره من قبل فريق شيكاغو بولز خلال الدرافت. يبلغ طوله 6 قدم 9 بوصة (2.1 م). اعتزل اللعب في 2015.

## المسيرة الاحترافية
لعب مع سسكا موسكو في الدوري الروسي في سنة 2003، ثم لعب مع بييلا لكرة السلة في موسم 2004–2005، ثم لعب مع تريفيزو لكرة السلة في الدوري الإيطالي في موسم 2007–2008، ثم لعب مع بشكتاش لكرة السلة في الدوري التركي في سنة 2008، ثم لعب مع فوجيان سترجيونز في الدوري الصيني في سنة 2009، ثم لعب مع أليكانتي في موسم 2009–2010، ثم لعب مع دنيبرو في موسم 2010–2011.

## روابط خارجية
- ماريو أوستن على موقع الدوري الإسباني لكرة السلة (الإسبانية)
- ماريو أوستن على موقع كرة السلة الأوروبية.كوم (الإنجليزية)
- ماريو أوستن على موقع كلية كرة السلة في سبورتس رفرنس.كوم (الإنجليزية)
- ماريو أوستن على موقع ريلجم (الإنجليزية)
- ماريو أوستن على موقع بروبوليرز (الإنجليزية)
- ماريو أوستن على موقع سبورتس رفرنس (الإنجليزية)